# Niki Stajković
Nikola „Niki“ Stajković (* 1. März 1959 in Salzburg; † 17. Februar 2017 in Hallein) war ein österreichischer Wasserspringer, der zwischen 1972 und 1992 aktiv an nationalen und internationalen Wettkämpfen sowie fünf Mal an den Olympischen Spielen teilgenommen hat.

## Werdegang
Niki Stajković war ein erfolgreicher Allroundsportler. Gezielt gefördert wurde seine Wasserspringerkarriere von Vater Vlado, der den jungen Niki schon als Dreijährigen regelmäßig trainierte. Mit fünf Jahren sprang er erstmals vom Zehnmeterturm.
Der Salzburger war nicht nur ein guter Wasserspringer, sondern auch ein guter Schwimmer und Skifahrer. Ein Husarenstück liefert er als Zehnjähriger bei den Österreichischen Meisterschaften: Erst gewann er das Springen vom Turm, dann hastete er zum Start des Schwimmbewerbes über 50 Meter Delphin und holte auch dort die Goldmedaille.
Bereits mit 13 Jahren nahm er an seinen ersten Olympiade teil: Bei den Olympischen Sommerspielen 1972 in München wurde er als „Wunderkind“ gepriesen. Immerhin erreichte er den beachtlichen 18. Platz.
1977 absolvierte Stajković das Musische Gymnasium Salzburg mit Matura (Abitur). Anschließend kehrte er Salzburg den Rücken und trainierte und studierte in den USA. 1981 gewann Stajković EM-Bronze vom Dreimeterbrett sowie 1987 EM-Silber, ebenfalls vom Dreimeterbrett. Bei den Olympischen Sommerspielen 1980 erreichte er den achten Platz.
Nach seiner Sportlerkarriere entdeckte er auf Hawaii das Surfen für sich, wo er auch eine Ferienwohnung vermietete. In den letzten Jahren leitete er die Red Bull Cliff Diving Tour sportlich.
Niki Stajković starb 57-jährig am 17. Februar 2017 bei einem Schwimmtraining im Universitäts- und Landessportzentrum Salzburg Rif unbeobachtet im Schwimmbecken. Seine 28-jährige Frau hatte das Becken schon zuvor verlassen und einer Schwimmgruppe von Kindern fiel er – leblos im Wasser – auf. Reanimationsversuche blieben erfolglos, die Polizei vermutete Herzversagen als Todesursache.

## Sportliche Erfolge
- Jugendeuropameisterschaften: Gold 1971 und 1973 (Turm)
- Fünf Olympiateilnahmen:
1972 München: 18. Turmspringen
1976 Montréal: 12. Turmspringen
1980 Moskau: 7. Turmspringen; 12. 3-m-Brett
1988 Seoul: 9. 3-m-Brett
1992 Barcelona: 22. 3-m-Brett
- Europameisterschaften: Vizeeuropameister 1987 Straßburg und EM-Dritter 1981 (3-m-Brett)
- Weltmeisterschaften: Fünfter 1986 (3-m-Brett)
- Weltcup: Dritter 1979 (10-m-Turmspringen) und Zweiter 1983 (3-m-Brett)